# Odysia ineffectaria
Odysia ineffectaria är en fjärilsart som beskrevs av Walker 1860. Odysia ineffectaria ingår i släktet Odysia och familjen mätare. Inga underarter finns listade i Catalogue of Life.